# Курджиново
Курджи́ново — село (до 1995 года — посёлок городского типа) в Урупском районе Карачаево-Черкесии. Административный центр Курджиновского сельского поселения (включает село Курджиново, посёлок Азиатский, село Псемён, посёлок Рожкао).

## География
Село расположено на левом берегу реки Большая Лаба (которая, сливаясь с Малой Лабой, образует реку Лабу — приток Кубани). Центр села находится на высоте около 800 м над уровнем моря.

## Происхождение названия
Существует несколько версий происхождения названия населённого пункта:
- название возможно происходит от местного топонима, восходящего к адыгскому названию грузин — адыг. курджьы[5][6];
- село возможно названо в честь карачаевского советского политического деятеля К.-А. А. Курджиева[5] (что не исключает возможности происхождения самой данной фамилии от адыгского названия грузин адыг. курджьы)[6];
- название происходит возможно от карачаевского карач.-балк. хурджун — карман[7], что связано с особенностями окружающего рельефа[5].

## История
Посёлок основан в 1934 году. До 1960 года входил в состав Псебайского района Краснодарского края. Указ Президиума Верховного Совета РСФСР № 713/10 от 23 февраля 1960 года передал Курджиновский сельсовет (в составе: посёлки Курджиново, Предгорный и Тёплый) в Преградненский район Карачаево-Черкесской автономной области. При этом значительная часть Курджиновского сельсовета была передана в состав КЧАО ещё раньше, в 1957 году (указ Президиума Верховного Совета РСФСР от 9 января 1957 года № 721/3). В частности, были переданы: село Псемён, хутор Ершов, посёлок Рожкао, посёлок Азиатский, посёлок Подскальный и ряд ныне несуществующих посёлков (Верхний Бескес, Нижний Бескес, Мостовая Поляна, Тамский, Точёный).
На 1 января 1961 года в Курджиновский сельский совет, кроме самого посёлка Курджиново, входили также посёлки Азиатский, Верхний Бескес, Мостовая Поляна, Нижний Бескес, Предгорный, Рожкао, Тёплый и Точёный. Решением краевого исполкома Ставропольского края № 317 от 9 мая 1961 года Курджиново стало рабочим посёлком, и в Курджиновский поселковый совет вошли Азиатский, Мостовая Поляна, Нижний Бескес, Рожкао и Точёный (а также, вероятно, Верхний Бескес и Тёплый). Упоминания посёлка Верхний Бескес исчезают после 1963 года.
Согласно решению Ставропольского крайисполкома от 7 августа 1963 года № 494 в Курджиновский поссовет перешёл посёлок Псемён. На 1 января 1966 года в поселковом совете значится, кроме вышеперечисленных, ещё и посёлок Грушёвая Поляна. Решениями исполкома КЧАО от 20 сентября 1971 года № 619 и краевого исполкома от 30 сентября 1971 года № 787 он был снят с учёта. 30 ноября того же года решением крайисполкома № 962/22 снят с учёта посёлок Точёный в связи с отсутствием жителей. В тот же день решением исполкома края № 964 посёлки Бескес (ранее — Нижний Бескес), Мостовая Поляна и Тёплый присоединены к пгт Курджиново.

## Население
| 1970 | 1979  | 1989  | 2002  | 2010  | 2021  |
| ---- | ----- | ----- | ----- | ----- | ----- |
| 5716 | ↘5600 | ↘5110 | ↘4216 | ↗5994 | ↗6013 |

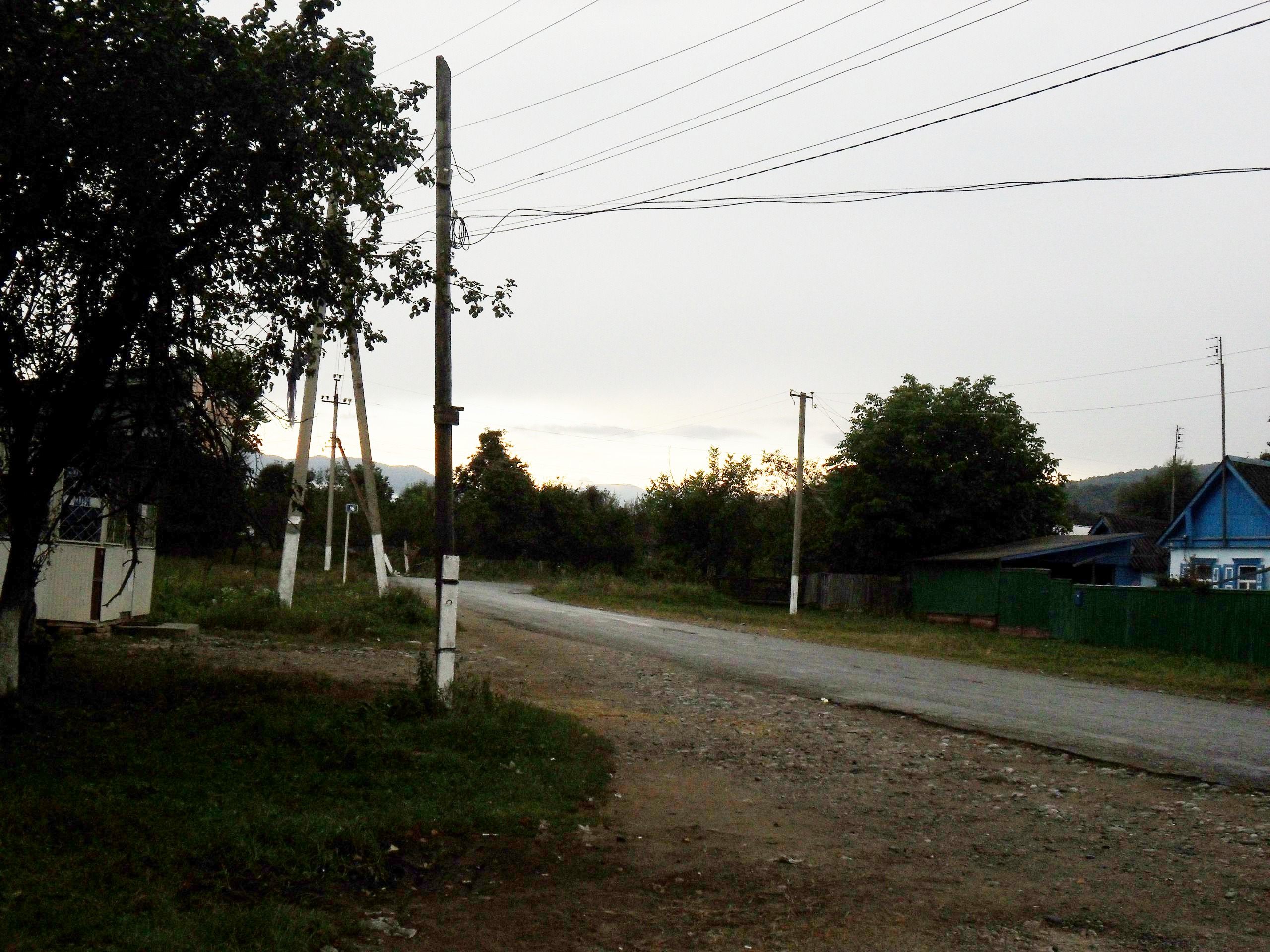
Рассвет в Курджиново

По данным Всероссийской переписи населения 2021 года:
| Народ               | Численность, чел. | Доля от всего населения, % |
| ------------------- | ----------------- | -------------------------- |
| русские             | 5 738             | 95,43 %                    |
| украинцы            | 95                | 1,58 %                     |
| другие / не указано | 180               | 2,99 %                     |
| всего               | 6 013             | 100,0 %                    |

По данным переписи 2010 года, в селе проживало 2797 мужчин и 3197 женщин, национальный состав населения был следующим:
- русские — 5548 чел. (92,6 %),
- украинцы — 155 чел. (2,6 %),
- карачаевцы — 110 чел. (1,8 %),
- другие и не указавшие — 184 чел. (3 %).

По данным переписи 2002 года, национальный состав населения был следующим:
- русские — 3751 чел. (89 %),
- украинцы — 208 чел. (4,9 %),
- карачаевцы — 44 чел. (1 %),
- другие национальности — 213 чел. (5,1 %).

## Инфраструктура
В селе есть 2 средние школы (№ 1 и 2), детский сад «Дубок», ФАП, участковая больница, Дом культуры, продуктовый рынок, участковый пункт полиции, сельская администрация, кемпинг «Большая Лаба», дом отдыха «Джинтау», отделения почтовой связи № 369270 и 369271.
В советское время работали мебельная фабрика «Архыз», производившая, по некоторым оценкам, до 20 % всей школьной мебели в СССР и Бескесский лесокомбинат.

## Религия
Живут представители разных конфессий — православные христиане (имеется православный храм святителя Тихона, Патриарха Московского и всея Руси), Свидетели Иеговы, представители Церкви евангельских христиан-баптистов, представители Российского объединённого Союза христиан веры евангельской (пятидесятников), кришнаиты (посёлок Курджиново являлся одним из центров распространения учения Международного общества сознания Кришны в СССР), мусульмане.

## Памятники истории
- Обелиск рабочим лесозавода, погибшим в годы Великой Отечественной войны.
- Обелиск рабочим-партизанам, погибшим в годы Великой Отечественной войны.
- Обелиск жителям посёлка Курджиново, погибшим в годы Великой Отечественной войны.
- Братская могила партизан, погибших в борьбе с фашистами в 1942—1943 годах.
- Мощевая Балка, в 5 км к югу от Курджиново — комплекс археологических памятников V—XIII вв., городище и могильник, в том числе могильник VIII—IX вв.[24]
- Городище VII—XIII вв.
- Крепость «Супун-Гора» IV—IX вв.
- Поселение «Псемен» III тыс. до н.э.
- Поселение «Гриб» V—VII вв.
- Памятник археологии «Мостовая поляна» — на территории бывшего посёлка Мостовая Поляна, вошедшего в состав Курджиново.
- Курганы и могильники XIII—XV вв. — на участке от посёлка Тёплого, вошедшего в состав Курджиново, до села Подскального[25][26]